# Cena Jože Plečnika
Cena Jože Plečnika je udělována Obcí architektů za celoživotní přínos architektuře a stavitelství architektům a stavitelům z České a Slovenské republiky.

## Cena Jože Plečnika 2018
Ceny byly uděleny ve Španělském sále Pražského hradu 1. října 2018, na mezinárodní den architektury.
Laureáti prvního ročníku:
- Statutární město Brno a Jihomoravský kraj, odborný garant Mgr. Jan Galeta a cenu předala JUDr. Petra Rusňáková, Ph.D. – radní města Brna
  - Ing. arch. Jaroslav Dokoupil
  - Ing. arch. Růžena Žertová
  - Ing. arch. Antonín Hladík
  - Ing. arch. Petr Uhlíř
  - prof. Ing. arch. Vladimír Šlapeta, DrSc.
  - Ing. arch. Jan Chlup
  - Ing. arch. Zdeněk Müller
  - Ing. arch. Josef Němec
  - Ing. arch. Radko Květ
  - doc. Ing. arch. Jiří Oplatek
  - doc. Ing. arch. Jaroslav Drápal, CSc.
  - prof. Ing. arch. Mojmír Kyselka, CSc.
  - doc. Ing. arch. Zdeněk Makovský
  - doc. Ing. Karel Tuza, CSc.
  - Ing. arch. Jan Melichar
  - prof. PhDr. Jiří Kroupa, CSc.
  - prof. Ing. arch. Ivan Koleček
  - Ing. arch. Martin Zedníček
  - prof. PhDr. Miloš Stehlík
  - Ing. arch. Viktor Rudiš
- Královéhradecký kraj, odborný garant Dr. Oldřich Janota a cenu předal Mgr. Václav Řehoř – zástupce hejtmana Královéhradeckého kraje
  - Ing. arch. Vladimír Vokatý
  - Ing. arch. Karel Schmied
  - Ing. arch. Aleš Krtička
- hlavní město Praha a Středočeský kraj, odborný garant Dr. Oldřich Janota a cenu předali Mgr. Adriana Krnáčová – primátorka hlavního města Prahy, Ing. Jaroslava Jermanová Pokorná – hejtmanka Středočeského kraje a Jan Wolf – radní hlavního města Prahy
  - Ing. arch. Petr Franta
  - doc. Ing. arch. Jan Mužík
  - prof. Ing. akad. arch. Alena Šrámková
  - prof. Ing. arch. Zdeněk Kuna
  - Ing. akad. arch. Emil Přikryl
  - prof. Ing. arch. Ladislav Lábus
  - Ing. akad. arch. Vladimír Štulc
  - Ing. arch. Vlado Milunič
  - prof. akad. arch. Petr Keil
  - prof. Ing. arch. Vladimír Krátký
  - Ing. arch. Josef Pleskot
  - prof. Ing. arch. Eva Jiřičná
  - Ing. arch. Jan Fibiger, CSc.
  - prof. Ing. arch. akad. arch. Václav Girsa
  - Ing. arch. Václav Hacmac
  - prof. Ing. arch. Zdeněk Zavřel
  - Ing. arch. Zdeněk Hölzel
  - Ing. arch. John Eisler
  - doc. Ing. arch. Zdenka Nováková, CSc.
  - Ing. arch. Stanislav Hubička
  - Ing. arch. Vítězslava Rothbauerová
  - doc. Ing. arch. Václav Aulický
  - Ing. arch. Marie Švábová
  - Ing. arch. akad. arch. Jan Vrana
  - prof. Ing. arch. Jaroslav Šafer
  - doc. Ing. arch. Tomáš Brix
  - doc. akad. arch. Michal Brix
  - doc. Ing. arch. Zbyšek Stýblo
  - prof. Ing. arch. Petr Urlich, CSc.
  - Ing. akad. arch. Petr Krejčí
  - Ing. arch. akad. arch. Jan Kerel
  - Ing. arch. Josef Vrana
  - Ing. arch. Jan Línek
  - Ing. arch. Miroslav Göpfert
  - Ing. arch. Jan Louda
  - Ing. arch. Michal Hlaváček
  - prof. Ing. arch. Arnošt Navrátil, CSc.
  - Ing. arch. Jiří Vasiluk, CSc.
  - doc. Ing. arch. Václav Dvořák, CSc.
  - prof. Ing. arch. Tomáš Šenberger
  - Ing. arch. Jan Hančl
  - Ing. arch. Martin Kotík
  - prof. Ing. arch. Martin Rajniš
  - Doc. Ing. arch. Ivo Oberstein, CSc.
  - Ing. arch. Pavel Kupka
  - doc. Ing. arch. František Kašička
  - doc. Ing. Arch. Radomíra Sedláková, CSc.
  - Dr. Oldřich Janota
  - Mgr. Irena Murray, PhD.
- Moravskoslezský kraj, odborný garant Mgr. Martin Strakoš a cenu předal Mgr. et Mgr. Lukáš Curylo – 1. náměstek hejtmana Moravskoslezského kraje
  - Ing. arch. Milena Vitoulová
  - Ing. arch. Václav Filandr
  - doc. Ing. arch. Josef Kiszka
  - doc. Ing. arch. Ivo Klimeš
  - Ing. arch. Vlastimil Bichler
  - Ing. arch. Josef Havlíček
- Ústecký kraj, odborný garant doc. PhDr. Mgr. Tomáš Pavlíček, Ph.D. a cenu předal Jaroslav Komínek – náměstek hejtmana Ústeckého kraje
  - Ing. arch. Rudolf Bergr
  - Ing. arch. Jan Kouba
  - Ing. arch. Václav Krejčí
  - Ing. arch. Zdeněk Havlík
  - Ing. arch. Milan Míšek
  - Ing. arch. Vladimír Novák
  - Ing. arch. Mojmír Böhm
- Zlínský kraj, odborný garant Mgr. Ladislava Horňáková a cenu předal Thomas Vonier – prezident UIA
  - Ing. arch. Ivan Bergmann
  - Ing. arch. Pavel Šimeček
  - Ing. arch. Ladislav Pastrnek
- Olomoucký kraj, odborný garant Mgr. Martina Mertová a cenu předal Mgr. Vladimír Puchalský – primátor města Přerova
  - Ing. arch. Karel Typovský
  - Ing. arch. Petr Brauner
  - Ing. arch. Ladislav Pospíšil
  - Ing. arch. Zdeněk Coufal
  - Ing. arch. Jan Kapitán
- Slovenská republika, odborný garant Spolok architektov Slovenska a cenu předali ministryně kultury Slovenské republiky Ľubica Laššáková, Marek Bartko – zástupce velvyslanectví Slovenské republiky v Praze a Ing. arch. Juraj Hermann – prezident SAS
  - Ing. arch. Peter Brtko
  - Ing. arch. Peter Bauer
  - Ing. arch. Rudolf Blaško
  - Ing. arch. Rudolf Bizoň
  - Ing. arch. Lumír Lýsek
  - Ing. arch. Dušan Čupka
  - Ing. arch. Jozef Danák
  - doc. Ing. arch. akad. arch. Ivan Gürtler, PhD.
  - akad. arch. Karol Gregor
  - Ing. arch. Ivan Gojdič
  - Ing. arch. Martin Kusý
  - Ing. arch. Marta Kropiláková
  - doc. Ing. arch. Václav Kohlmayer, PhD.
  - Ing. arch. Jindřich Martin
  - Ing. arch. Miloš Mojžiš
  - Ing. arch. Pavol Merjavý
  - Ing. arch. Fedor Minárik
  - Ing. arch. Ľubomír Mrňa
  - Ing. arch. Eva Ondrušková
  - prof. Ing. František Ohrablo, CSc.
  - Ing. arch. Pavol Paňák
  - prof. Ing. arch. Peter Pásztor, PhD.
  - prof. Ing. arch. akad. arch. Ivan Petelen, PhD.
  - Ing. arch. Štefánia Krumlová
  - Ing. arch. Mikuláš Rohrböck
  - doc. Ing. arch. Branislav Somora, PhD.
  - Ing. arch. Jozef Schuster
  - Ing. arch. Jozef Struhař
  - Ing. arch. Oto Sedlák
  - prof. Ing. arch. Peter Gál, PhD.
  - Ing. arch. Jozef Smida
  - Ing. arch. Viktor Šišolák
  - Ing. arch. Stanislav Toman
  - prof. Ing. arch. Filip Trnkus, PhD.
  - Ing. arch. Juraj Talaš
- Statutární město Pardubice a Pardubický kraj, odborný garantem doc. Mgr. Pavel Panoch, Ph.D. a cenu předal Ing. Martin Charvát – primátor statutárního města Pardubice
  - Ing. akad. arch. Miroslav Řepa
  - Ing. Miroslav Brýdl
  - doc. PhDr. Vladimír Hrubý
  - Ing. arch. Pavel Maléř, CSc.
  - Ing. arch. Aleš Granát
  - Ing. arch. Milan Košař
- Karlovarský kraj, odborný garant Mgr. Lubomír Zeman a cenu předala Mgr. Jana Vildumetzová – hejtmanka Karlovarského kraje
  - akad. arch. Antonín Polony
  - Ing. arch. Richard Mundil
  - Ing. arch. Petr Mráz
- Plzeňský kraj, odborný garant Ing. arch. Václav Mastný a cenu předal Thomas Vonier – prezident UIA
  - Ing. arch. Jan Soukup
  - Ing. arch. Karel Hanzlík
  - Ing. arch. Heřman Weishäupl
  - Ing. arch. Pavel Němeček
  - Ing. arch. Karel Salát
  - akad. arch. Vratislav Kučera
- Jihočeský kraj, odborný garant Mgr. Eva Erbanová a cenu předala Mgr. Ivana Stráská – hejtmanka Jihočeského kraje
  - Ing. arch. Boris Čepek
  - doc. Ing. Tomáš Rotter, CSc.
- Česká komora autorizovaných inženýrů a techniků a cenu předali Ing. Pavel Křeček – předseda ČKAIT a Ing. Ján Petržala – 1. podpředseda Slovenská komora stavebných inžinierov
  - Ing. Vladimír Janata, CSc.
  - Ing. Václav Honzík
  - Ing. Miroslav Čermák, CSc.
  - prof. Ing. Miloslav Pavlík, CSc.
  - Ing. Václav Mach
  - doc. Ing. Zdeněk Kutnar, CSc.
  - Ing. Bohumil Rusek
  - prof. Ing. Václav Rojík, DrSc.
  - Ing. Jan Procházka
  - Ing. Michael Trnka, CSc.
  - Ing. Ivan Štětina
  - Ing. Věra Šedová
  - Ing. Vlastimil Šedo, CSc.
  - Ing. Miloš Nevický, PhD
  - Ing. Vladimír Kohút
- Liberecký kraj, odborným garant Mgr. Jaroslav Zeman, Ph.D. a cenu předala Ing. Radka Loučková – radní Libereckého kraje
  - Ing. arch. Pavel Švancer
  - Ing. arch. Radim Kousal
  - prof. Ing. arch. Miroslav Masák, dr. h. c.
  - prof. Ing. arch. akad. arch. Jiří Suchomel
  - ak. arch. Otakar Binar
- kraj Vysočina, odborný garant Mgr. Jiří Neubert a cenu předal MUDr. Jiří Běhounek – hejtman kraje Vysočina
  - Ing. arch. Zdeněk Gryc
  - Ing. arch. Lubor Herzán
  - Ing. Josef Podzimek
  - Ing. arch. Zdeněk Baueršíma

Oceněné osobnosti nominovali pořadatelé mezinárodního festivalu Czech Architecture Week ve spolupráci se státními institucemi a profesními organizacemi:
- Spolok architektov Slovenska
- Obec architektů ČR
- Foibos Books
- Krajské úřady
- Krajská města
- Hlavní město Praha
- Asociace pro urbanismus a územní plánování ČR (AUÚP)
- Česká komora autorizovaných inženýrů a techniků činných ve výstavbě (ČKAIT) a další.

## Cena Jože Plečnika 2019
Ceny byly uděleny ve Španělském sále Pražského hradu generální ředitelkou Národního památkového ústavu paní Naděždou Goryczkovou 3. října 2019.
Laureáti druhého ročníku:
- PhDr. Jiří Langer, CSc.
- doc. Ing. arch. František Kašička, CSc.
- PhDr. Bohumil Samek
- Ing. Petr Macek PhD.
- Ing. Aleš Krejčů
- doc. PhDr. Vladimír Hrubý
- Alexandr Skalický st.
- MVDr. Pavel Heřman
- Mgr. Ludmila Drncová
- Pavel Jerie
- doc. PhDr. Josef Štulc, CSc.
- prof. Ing. arch. Václav Girsa
- Ing. arch. Miloslav Hanzl
- PhDr. Kateřina Bečková
- Ing. arch. Karel Kuča
- Ing. arch. Petr Chotěbor
- akad. mal. Romana Balcarová
- doc. PhDr. Tomáš Kotalík, CSc.
- prof. Ing. arch. Jiří Škabrada, CSc.
- PhDr. Pavel Slavko
- PhDr. Ivana Holásková

## Cena Jože Plečnika 2020
Ceny byly udílen ve Španělském sálu Pražského hradu 8. října 2020.
Laureáti třetího ročníku:
- Richard Mlýnek
- PhDr. Vladimíra Jakouběová
- PhDr. Věra Kovářů
- Miroslav Kovářík
- Ing. arch. Miloslav Michalec
- Mgr. Ladislav Valtr
- PhDr. Lubomír Procházka, CSc.
- PhDr. Jana Spathová
- PhDr. František Ledvinka
- Marie Zdeňková
- Karel Schmied
- Jaroslav Benda
- Jan Pijáček
- Ing. Arch. Antonín Závada st.
- Bc. Petr Hudousek
- Ak. sochař René Tikal

## Cena Jože Plečnika 2021
Ceny Jože Plečnika 2021 byly uděleny spolu s cenami Opera Civitatem ve Španělském sále Pražského hrad 4. října 2021.
Laureáti čtvrtého ročníku:
- Teodor Reinhold
- Ing. Václav Kotásek
- Zdeněk Oravec
- Luděk Dvořák
- Ing. arch. Karel Janča
- MUDr. Eva Nováková
- Mgr. Rudolf Seifert
- Marie Skřítková
- Ing. arch. Iveta Černá
- Dr. Oldřich Janota

## Cena Jože Plečnika 2022
Pátý ročník Ceny Jože Plečnika ve znamení:
- 150. výročí od narození Jože Plečnika
- druhého českého předsednictví EU

a ambice vyhlásit ocenění pátého ročníku jako STŘEDOEVROPSKOU CENU ZA ARCHITEKTURU A URBANISMUS.
Nominace laureátů tak předložili:
- Spolek architektů Slovenska (SAS)
- Sdružení polských architektů (polsky Stowarzyszenie Architektów Polskich; SARP)
- Sdružení maďarských architektů (anglicky Association of Hungarian Architects; AHA)
- Obec architektů České republiky (OA)
- Komora architektury a územního plánování Slovinska (slovinsky Zbornica za arhitekturo in prostor Slovenije; ZAPS)
- hosté z Rakouska
- CAAA

kde každá architektonická organizace příslušné země nominovala pět osobností z řad architektů, památkářů, stavařů a osobností kulturního života.
Ceny Jože Plečnika 2022, poprvé v mezinárodním formátu, jako Středoevropská cena za architekturu Jože Plečnika, byly udíleny v rámci 16. ročníku mezinárodního festivalu architektury a urbanismu Architecture Week Praha dne 14. září 2022 ve Španělském sále na Pražském hradě.
Laureáti:
- Ľubica Brunová – Koreňová
- Katarína Viskupičová
- Peter Žalman
- Tibor Zelenický
- Štefan Mitro
- Ondřej Šefců
- Tomáš Rusín a Ivan Wahla
- Eva Heyworth
- Miroslav Pospíšil
- Pavel Zatloukal
- Mihály Balázs
- Róbert Gutowski
- András Krizsán
- Csaba Nagy
- Gábor Zoboki
- Kazimierz Łatak
- Ewa Nekanda-Trepka
- Jerzy Ilkosz
- Krzysztof Kazimierz Pawłowski
- Piotr Lewicki
- Majda Kregar a Miha Kerin
- Andrej Hrausky
- Vesna Košir Vozlič a Matej Vozlič